# Rhinophylla
Rhinophylla és un gènere de ratpenats de la família dels fil·lostòmids que viuen a Colòmbia, Veneçuela, Surinam, l'Equador, el Perú, el Brasil i Bolívia.

## Taxonomia
- Ratpenat escuat negre (Rhinophylla alethina)
- Ratpenat escuat de Fischer (Rhinophylla fischerae)
- Ratpenat escuat gris (Rhinophylla pumilio)